# Вікторовиці
Вікторовиці (пол. Wiktorowice) — село в Польщі, у гміні Коцмижув-Любожиця Краківського повіту Малопольського воєводства.
Населення — 273 особи (2011).
У 1975-1998 роках село належало до Краківського воєводства.

## Демографія
Демографічна структура станом на 31 березня 2011 року:
|          | Загалом | Допрацездатний вік | Працездатний вік | Постпрацездатний вік |
| -------- | ------- | ------------------ | ---------------- | -------------------- |
| Чоловіки | 135     | 31                 | 88               | 16                   |
| Жінки    | 138     | 32                 | 79               | 27                   |
| Разом    | 273     | 63                 | 167              | 43                   |